# Малер, Хальфдан
Хальфдан Теодор Малер (дат. Halfdan Theodor Mahler, 21 апреля 1923, Вивилд, Ютландия, Дания — 14 декабря 2016, Женева, Швейцария) — датский врач и организатор здравоохранения, Генеральный директор Всемирной организации здравоохранения (ВОЗ) (1973—1988).

## Биография
Родился в многодетной семье, был младшим из семи детей.
В 1948 г. окончил медицинский факультет Копенгагенского университета, специализировался по общественному здравоохранению. Занимался организацией противотуберкулезной службы в развивающихся странах: в 1950—1951 гг. он руководил противотуберкулезной кампанией Красного Креста в Эквадоре.
В 1951 г. перешёл на работу в ВОЗ, около десяти лет являлся старшим сотрудником при Национальной противотуберкулезной программе Индии, затем возглавлял первую крупную работу ВОЗ по применению метода исследования операций в области общественного здравоохранения. С 1961 г. — профессор-консультант на курсах подготовки врачей — будущих руководителей программ по борьбе с туберкулезом. В 1962 г. был назначен руководителем Противотуберкулезного отдела в штаб-квартире ВОЗ в Женеве, а в 1969 г. — директором по системному анализу проектов. Способствовал развитию проектов по укреплению базовых медико-санитарных услуг, которые предшествовали последующим официальным программам в области первичной медико-санитарной помощи. В 1970 г. был назначен помощником Генерального директора ВОЗ, сохранив пост директора по системному анализу проектов.
В 1973—1988 гг. — Генеральный директор ВОЗ. В этом же году Исполнительный комитет ВОЗ выпустил доклад «Организационное исследование методов содействия развитию базовых медико-санитарных услуг» и были начаты поиски баланса между вертикальным (отдельно взятая болезнь) и горизонтальным (системы здравоохранения) подходами. Основное внимание на посту генерального директора уделял вопросам развития систем здравоохранения. В 1975 г. ВОЗ и ЮНИСЕФ обнародовали совместный доклад «Альтернативные подходы к удовлетворению основных потребностей в области здравоохранения в развивающихся странах» с анализом успешных программ в области первичной медико-санитарной помощи, который стал основой для пересмотра ВОЗ подходов к оказанию первичной медико-санитарной помощи. В 1976 г. он стал инициатором глобальной цели «Здоровье для всех к 2000 году», призванной помочь странам мира достигнуть всеобщего охвата медицинским обслуживанием. Впоследствии эта идея подверглась критике, как слишком общая и идеалистическая, с изменением политического климата 1980-х гг. здравоохранение начало двигаться в направлении более избирательных и экономически эффективных подходов.
Завершив программу ВОЗ по ликвидации оспы, он выступил инициатором Расширенной программы иммунизации; за пять лет показатель вакцинации детей в мире возрос с 5 % до 50 %. Также являлся сторонником мер стимулирования грудного вскармливания. В период его руководства ВОЗ был впервые издан «Примерный перечень ВОЗ основных лекарственных средств». Во время эпидемии СПИДа в 1980-х годах он признал, что ВОЗ не спешила реагировать на распространение болезни.
После завершения срока полномочий сосредоточил внимание на репродуктивных правах и планировании семьи, с 1988 по 1995 г. являлся директором Международной федерации планирования семьи.
Автор ряда публикаций по эпидемиологии туберкулеза и борьбе с ним; часть публикаций посвящается политическим, социальным, экономическим и другим аспектам здравоохранения, а также применению метода системного анализа в решении его проблем.

## Награды и звания
Большой крест ордена Данеброг.